# Venyiamin Alekszandrovics Kaverin
Venyiamin Alekszandrovics Kaverin  (születési neve: Venyiamin Abelevics Zilber; oroszul: Вениами́н Алекса́ндрович Каве́рин; Pszkov, 1902. április 6. – Moszkva, 1989. május 2.) szovjet-orosz író, drámaíró. Legismertebb műve a Két kapitány című ifjúsági kalandregény, ami magyarul is nagy sikert aratott.

## Élete és munkássága
Zsidó származású orosz muzsikus családból származott, apja katonazenekar karnagya, anyja zenei folyóiratok kiadója volt. Egyik nővérét Jurij Nyikolajevics Tinyanov író vette feleségül, aki aztán segítette őt írói indulásában. Az ő hívására ment át Moszkvából a pétervári egyetemre. Tanulmányait a Keleti Nyelvek Főiskoláján, Pétervárott fejezte be, itt jelentek meg első írásai, ez a város vált otthonává. 1921-ben alapító tagja lett a Szerapion-testvérek elnevezésű irodalmi csoportnak, amelyen belül a kísérletező, avantgárd irányzatot képviselte. 1922-ben a csoport almanachjában közzétett írása Makszim Gorkij elismerését is kivívta, aki a magyar Nyugat folyóiratban dicsérően írt róla. A pályakezdő Kaverin Gogol groteszk realizmusának tudatos folytatója, saját korához viszonyítja a gogoli helyzeteket és figurákat. 
Első írói korszakát jól összegzi a Szabó M., A botrányhős, avagy esték a Vasziljevszkij-szigeten (1929; fordította Szabó M., 1965) c. regénye, amelyben iróniával ábrázolja a NEP-korszak szellemi életét. Magyarul is legnépszerűbb művét, a Két kapitány című ifjúsági kalandregényt 1938 és 1944 között írta, hazánkban 1947-ben jelent meg először Madarász E. fordításában. A regényt 1955-ben megfilmesítették, 1976-ban tv-sorozatot is készítettek belőle. 2002-ben a regény alapján Nord-Ost címmel musicalt alkottak, amit a moszkvai Dubrovka színházban több mint 400 alkalommal vittek színre. (Az első előadások egyikén, 2002 októberében zajlott le a több mint 170 halálos áldozatot követelő moszkvai színházi túszdráma)
A hatvanas években tanulmányaival több kortársa, köztük Bulgakov méltatlanul mellőzött életművének újraértékelését segítette elő. Nyílt levélben vette védelmébe Szolzsenyicint.

## Magyarul megjelent műveiből
- Hetvenhat ördög, antológia, Kilátó, 1964
- A régi házban, memoár, 1971
- Társalgó, memoár, 1973
- Kivilágított ablakok, kisregény, 1974
- Pétervári diák, kisregény, 1976
- Az üveges fia, mese, 1980
- Az éjjeliőr, avagy hét lebilincselő történet, mesék, 1982

## Fordítás
- Ez a szócikk részben vagy egészben  a(z)   Каверин, Вениамин Александрович című orosz Wikipédia-szócikk ezen változatának fordításán alapul.  Az eredeti cikk szerkesztőit annak laptörténete sorolja fel. Ez a jelzés csupán a megfogalmazás eredetét és a szerzői jogokat jelzi, nem szolgál a cikkben szereplő információk forrásmegjelöléseként.